# Cymbidium glebelandense
Cymbidium glebelandense је врста орхидеја из рода Cymbidium и породице Orchidaceae. Природно станиште је Вијетнам. Нису наведене подврсте у бази Catalogue of Life.